# Immanuelkerk (Veldhoven)
De Immanuelkerk (ook: Immanuëlkerk) is de protestantse kerk van Veldhoven, gelegen aan Teullandstraat 1.

## Geschiedenis
De Hervormde Gemeente van Veldhoven werd opgericht in 1648. De katholieke kerken werden genaast en met name de kerken van Veldhoven Dorp en Blaarthem werden voor deze gemeente gebruikt (die van Oerle en Zeelst behoorden tot een andere hervormde gemeente).
Einde 18e eeuw werden de kerken weer aan de katholieken teruggegeven, en de protestanten waren aangewezen op hun pastorieën. Pas in 1826 was er weer een eigen kerkgebouw, en wel aan (de huidige) Dorpsstraat 122. In 1912 werd dit gebouw vernieuwd, waarna het dienstdeed tot 1960.
De Immanuelkerk werd als Hervormd kerkgebouw ontworpen door C. Valstar en in 1960 in gebruik genomen. Het is een rechthoekig gebouw met plat dak in modernistische stijl. Er is gebruikgemaakt van een betonnen skelet, verder van baksteen, beton, en glasstenen. Het gebouw omvat een aantal bijgebouwen die lager zijn dan de kerkzaal. Verder wordt de kerk geflankeerd door een hoge klokkentoren, uitgevoerd in open beton.
In 1981 werd het complex nog enigszins uitgebreid. In 1990 werd de -oorspronkelijk Gereformeerde- Ichthuskerk verkocht en sindsdien kerkten de Gereformeerden samen met de Hervormden. In 1993 werd nog een wijziging in de kerkzaal doorgevoerd.
Het orgel werd geplaatst in 1963. Het is vervaardigd door de Utrechtse firma K.B. Blank & Zoon.